# Pelle d'uomo cuore di bestia
Pelle d'uomo cuore di bestia (Peau d'homme, coeur de bête) è un film del 1999 diretto da Hélène Angel.

## Riconoscimenti
- 1999 - Locarno Festival
  - Pardo d'oro